# Armenija na Pesmi Evrovizije
Armenija se je na Pesmi Evrovizije prvič pojavila leta 2006, ko jo je s pesmijo Without your love predstavljal André. Ker še dotlej ni sodelovala na izboru, se je André moral najprej pomeriti v polfinalu, kjer se uvrstil v finalni izbor. Visoko število točk so Armeniji namenile zlasti države z obsežno armensko diasporo: Rusija (12 točk), Nizozemska (10 točk) in Francija (10 točk). Na koncu se je pesem uvrstila na uspešno 8. mesto, kar je armenskemu predstavniku prihodnje leto omogočilo uvrstitev neposredno v finale. Leta 2007 je armenski predstavnik Hayko ponovno dosegel 8. mesto. Leta 2008 je armenska predstavnica Sirusho zasedla 4. mesto.
Leta 2011, 2018 in 2019 se niso uvrstili v finale.

Nastop na Pesmi Evrovizije 2012 je Armenija odpovedala zaradi napetosti z državo gostiteljico, Azerbajdžanom. Leta 2020 je bila Pesem Evrovizije odpovedana. Leta 2021 je nameravala sodelovati, vendar je odstopila zaradi politične krize.

## Armenski predstavniki
| Leto | Izvajalec        | Pesem               | Finale               | Točke                | Polfinale            | Točke                |
| ---- | ---------------- | ------------------- | -------------------- | -------------------- | -------------------- | -------------------- |
| 2006 | André            | »Without Your Love« | 8.                   | 129                  | 6.                   | 150                  |
| 2007 | Hayko            | »Anytime You Need«  | 8.                   | 138                  | Top 10 prejšnjo leto | Top 10 prejšnjo leto |
| 2008 | Sirusho          | »Qélé, Qélé«        | 4.                   | 199                  | 2.                   | 139                  |
| 2009 | Inga & Anush     | »Jan Jan«           | 10.                  | 92                   | 5.                   | 99                   |
| 2010 | Eva Rivas        | »Apricot Stone«     | 7.                   | 141                  | 6.                   | 83                   |
| 2011 | Emmy             | »Boom Boom«         | Brez finala          | Brez finala          | 12.                  | 54                   |
| 2013 | Dorians          | »Lonely Planet«     | 18.                  | 41                   | 7.                   | 69                   |
| 2014 | Aram MP3         | »Not Alone«         | 4.                   | 174                  | 4.                   | 121                  |
| 2015 | Genealogy        | »Face the Shadow«   | 16.                  | 34                   | 7.                   | 77                   |
| 2016 | Iveta Mukuchyan  | »LoveWawe«          | 7.                   | 249                  | 2.                   | 243                  |
| 2017 | Artsvik          | »Fly with Me«       | 18.                  | 79                   | 7.                   | 152                  |
| 2018 | Sevak Khanagyan  | »Qami« (Քամի)       | Brez finala          | Brez finala          | 15.                  | 79                   |
| 2019 | Srbuk            | »Walking Out«       | Brez finala          | Brez finala          | 16.                  | 49                   |
| 2020 | Athena Manoukian | »Chains on You«     | (festival odpovedan) | (festival odpovedan) | (festival odpovedan) | (festival odpovedan) |
| 2022 | Rosa Linn        | »Snap«              | 20.                  | 61                   | 5.                   | 187                  |
| 2023 | Brunette         | »Future Lover«      | 14.                  | 122                  | 6.                   | 99                   |
| 2024 | Ladaniva         | »Jako«              | 8.                   | 183                  | 3.                   | 137                  |
| 2025 | Parg             | »Survivor«          | 20.                  | 72                   | 10.                  | 51                   |